# تيريزا كينغ
تيريزا كينغ (بالإنجليزية: Teresa King)‏ هي جندية أمريكية، ولدت في 1961 في كلينتون في الولايات المتحدة.